# دوغلاس وارن
دوغلاس وارن (بالإنجليزية: Douglas Joseph Warren)‏ هو كاهن كاثوليكي أسترالي، ولد في 21 مارس 1919 في Canowindra ‏ في أستراليا، وتوفي في 6 فبراير 2013 في باركس في أستراليا.